# Риби (знак зодіаку)

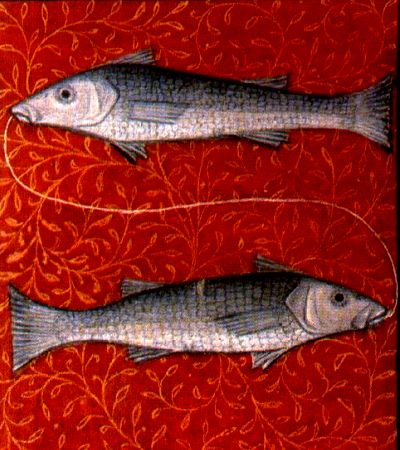
Риби.

Риби (лат. Pisces) — дванадцятий знак зодіаку, відповідний сектору екліптики від 330° до 360°, рахуючи від точки весняного рівнодення; жіночий мутабельний знак тригона Води, зимовий.
Згідно з координатами зодіаку західної традиції Сонце перебуває в знаку Риб приблизно з 20 лютого по 20 березня, ведичної — Міна з 15 березня по 14 квітня. Не слід плутати знак Риб із сузір'ям Риб, в якому Сонце перебуває з 13 березня до 19 квітня.

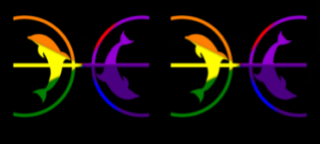

Планета, що керує знаком — Юпітер, екзальтує Венера, Меркурій одночасно у падінні та у вигнанні. Управителями по трипліцитету є Венера, Марс та Місяць (за Доротеєм Сідонським). Першим деканом Риб керує Сатурн, другим — Юпітер, третім — Марс.

## Символ
Риби — парний знак, що позначається двома взаємно повернутими в різні сторони дужками, пов'язаними стрічкою, а також двома рибами, що пливуть переважно в одному напрямку, рідше у різних, пов'язаних між собою одним куканом.
У шумерських астрологічних джерелах знак Риб називають Хвости, йому відповідає зображення риби і птаха, зв'язаних між собою хвостами. При цьому Риби наче дивляться в різні боки на знак конфлікту між свідомістю і душею людини. Символ Риб, цілком ймовірно, походить від давньогрецького міфу про Афродіту й Ерота, які хотіли втекти від тисячоголового монстра Тифона. Вони стрибнули в річку і перетворилися на риб. Риби трималися зубами за срібну нитку, що з'єднувала їх.
У Юнікоді символ Риб ♓ (може не відображатися в деяких браузерах) знаходиться під десятковим номером 9811 або шістнадцятковим номером 2653 і може бути введений в HTML-код як  ♓ .

## Психологічна характеристика
Представники західної астрології вважають, що люди, народжені під знаком Риб відрізняються сприйнятливістю, емоційністю і чуйністю. Через свою славнозвісну високу чутливість вони вкрай бояться критики, цей знак деякі вважають «нещасливим». Риби — мінливий («мутабельний») знак, що робить народжених під ним чутливими і вразливими до змін. Оскільки вони є двоїстим знаком, астрологи припускають, що події у житті «Риб» мають властивість чітко повторюватися, наприклад, вони схильні до кількох одружень; знегоди завжди звалюються на них по кілька водночасно. Втім, згідно з Максом Генделем, радісні події також приходять до них не поодинці.
Відповідно традиційному уявленню про двоїсту природу Риб, зокрема, у їхньому шуканні просвітлення у «сфері невидимого», вони мають репутацію осіб «мрійливих, містичних та артистичних». Едгара Кейсі, екстрасенса з підтвердженими непоясненними здатностями, наводять як приклад таких представників знаку. Поговорювали також, що Риби — найспокійніший серед всіх зодіакальних знаків, що вони є добрими працівниками. З огляду на те, що цей знак пов'язується зі ступнями, про Риб пишуть, що вони «незатишно почуваються, коли сидять», воліючи стояти або ходити.

### Сумісність
Згідно з західними астрологічними школами, найкращими супутниками життя для Риб є Скорпіони та Раки. Перші так само критичні, а другі здатні забезпечити хатній затишок і задоволення, так потрібні Рибам. Союз Риби-Козоріг також гарантує затишок і задоволення.